# Fernando Cabrita
Fernando da Silva Cabrita (Lagoa, 1º maggio 1923 – 22 settembre 2014) è stato un calciatore e allenatore di calcio portoghese, di ruolo attaccante.

## Carriera

### Giocatore
Ha militato nell'Olhanense, nell'Angers e nello Sporting da Covilhã. Ha inoltre disputato 7 partite con la Nazionale di calcio del Portogallo, segnando un gol.

### Allenatore
Ha guidato diverse squadre di club portoghesi, tra cui il Benfica, di cui è stato allenatore nella stagione 1973-1974 e vice-allenatore nella stagione 1967-1968. Tra il 1983 ed il 1984 è stato anche commissario tecnico della Nazionale portoghese (a seguito delle dimissioni di Otto Glória), facendola qualificare per la prima volta alla fase finale di un Europeo. Al campionato d'Europa 1984 condusse il Portogallo fino alle semifinali, perdendo 2–3 contro la Francia ai tempi supplementari.

## Palmarès

### Allenatore

#### Competizioni nazionali
- Segunda Divisão: 1

Rio Ave: 1980-1981
- Campionato marocchino: 1

Raja Casablanca: 1988